# Buxenus
Buxenus ist der Name eines gallischen Lokalgottes, der nach der Interpretatio Romana mit Mars gleichgesetzt wird.
Mars Buxenus wird in einer einzigen Weiheinschrift aus Velleron bei Carpentras (Carpentorate, römische Provinz Gallia Narbonensis; heute im Département Vaucluse) genannt:
[Iul]ianus Ten[---] / deo / Marti Bu/xeno / [I]ulianus / [v]otum p(osuit)
Das in der Nähe liegende Buisson, im Mittelalter Campus Buxonus, ist nach der Gottheit benannt.